# 布魯氏胸麗魚
布魯氏胸麗魚，為輻鰭魚綱鱸形目隆頭魚亞目慈鯛科的其中一種，分布於非洲剛果民主共和國Fwa河流域，體長可達10.1公分，棲息在底中層水域，生活習性不明。

## 擴展閱讀
維基物種上的相關：布魯氏胸麗魚